# Kakiemon-Porzellan
Als Kakiemon (japanisch 柿右衛門様式, Kakiemon yōshiki, dt. „Kakiemon-Stil“) bezeichnet man bestimmte japanische Porzellane und ihre japanischen und europäischen Nachahmungen, die sich daran orientierten.

## Übersicht
Der Name leitet sich ab von dem Familienbetrieb des Sakaida Kakiemon in der Nähe der Stadt Arita, Provinz Hizen. Kakiemon war ab 1643 der erste in Japan,  der einen polychromen Stil für die Porzellanbemalung entwickelte. Er nutzte dafür aus China importierte Pigmente, die auf der ersten Glasur eingebrannt werden konnten. Weiter führte er in Anlehnung an das chinesische Porzellan zur Zeit des Kaisers Kangxi eine Bildgestaltung ein: skizzenhafte Linienführung, aquarellartiger Farbauftrag und asymmetrische Kompositionen, die große Flächen unbemalt lassen. Kakiemon-Porzellan ist eine Untergattung des Arita-Porzellans.
Die Porzellanmanufaktur des Kakiemon wird heute in der fünfzehnten Generation von Kakiemon Hiroshi fortgeführt.

## Bilder

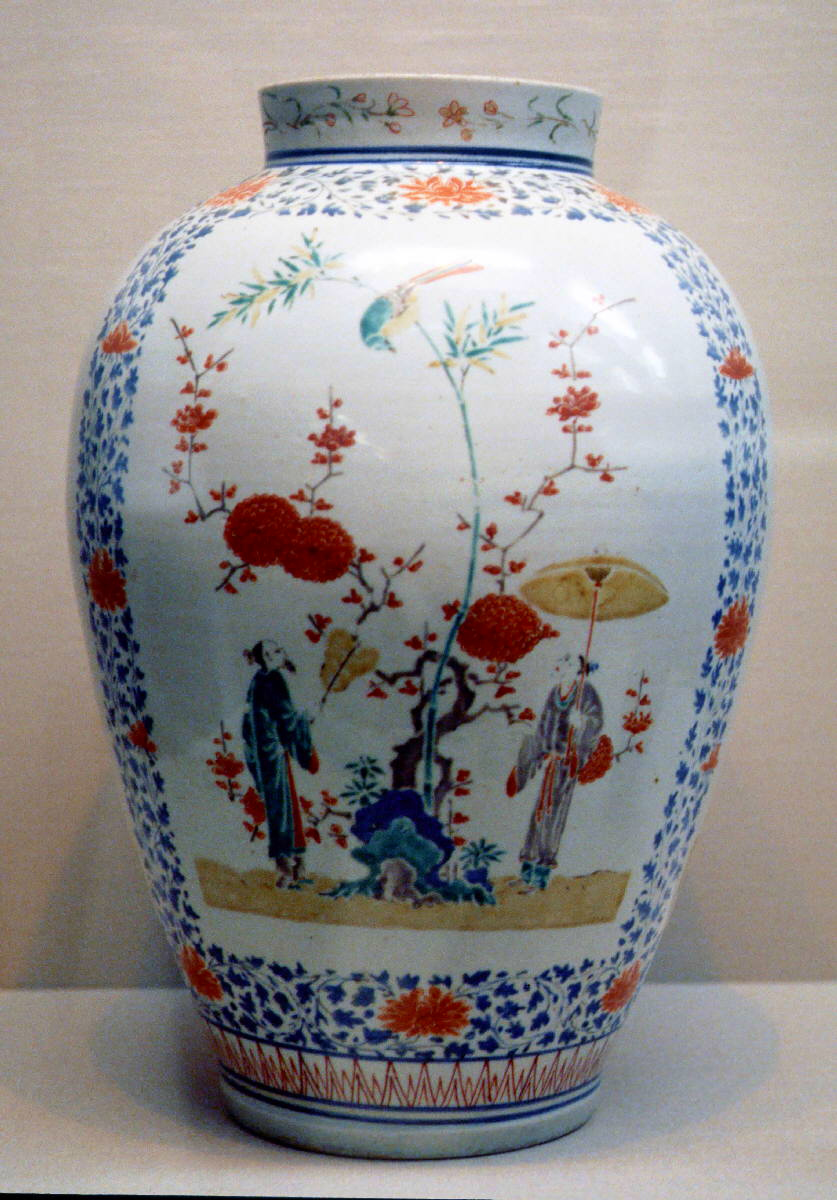
Kakiemon-Vase, 1650
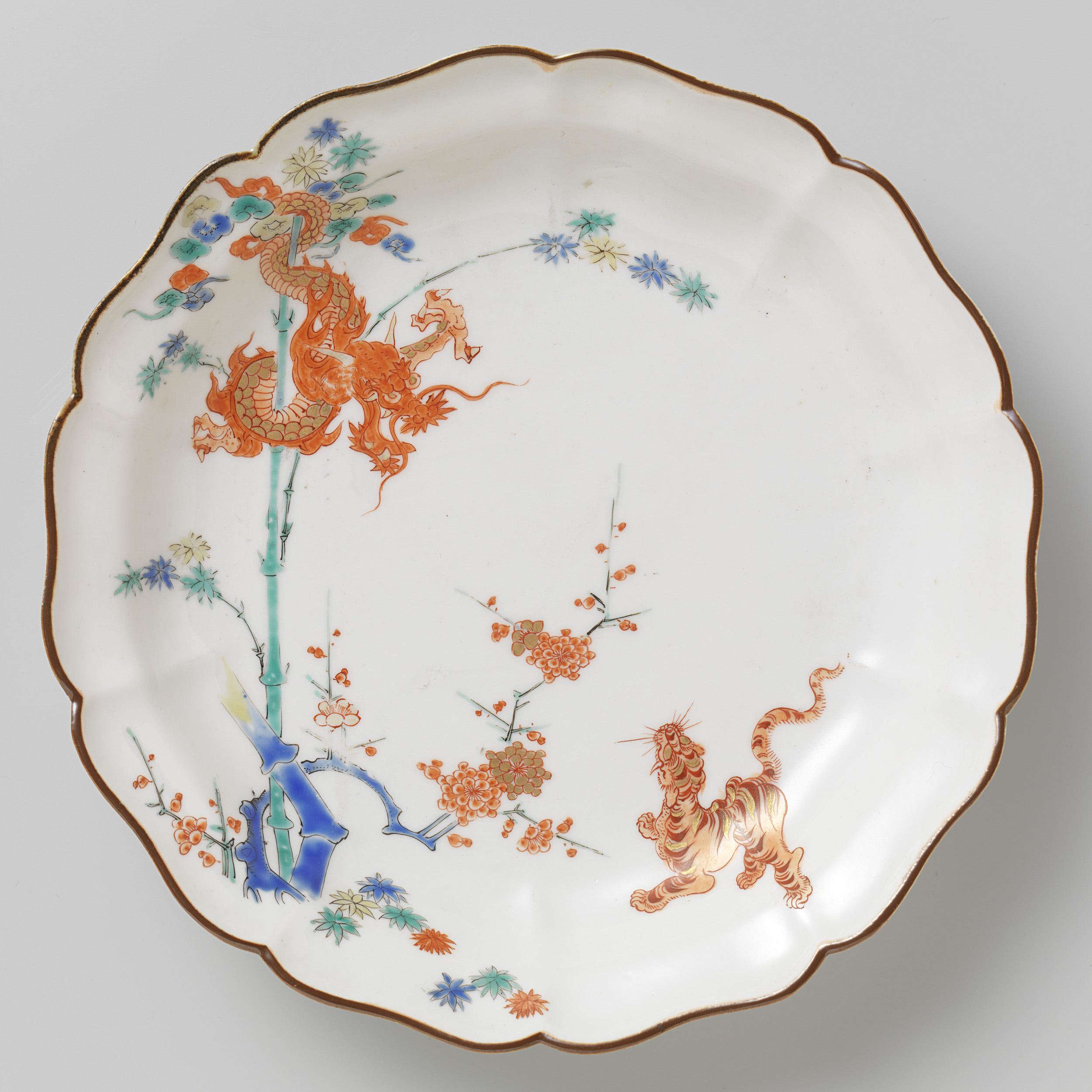
Teller mit Drache und Tiger
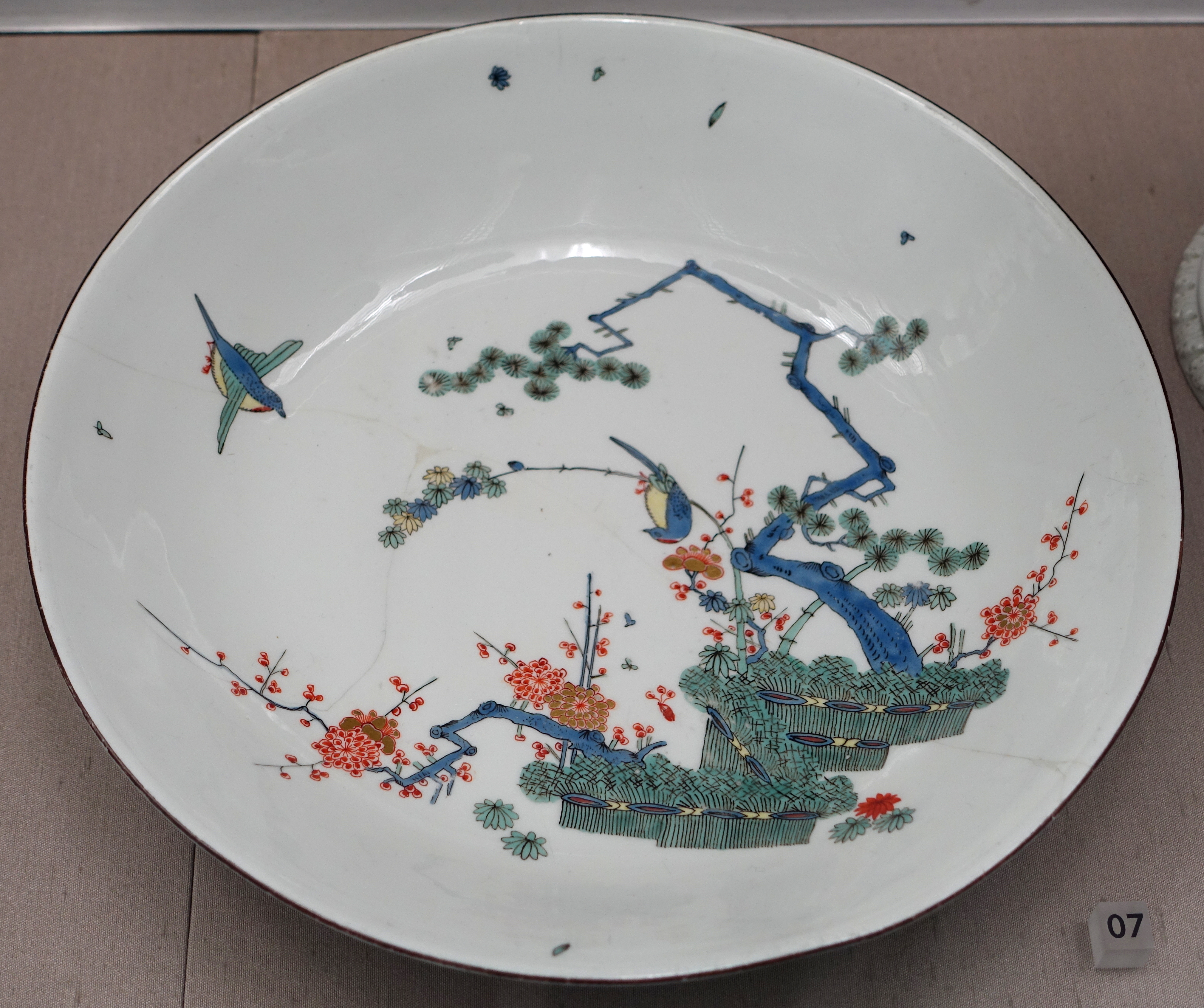
Meissener Kakiemon
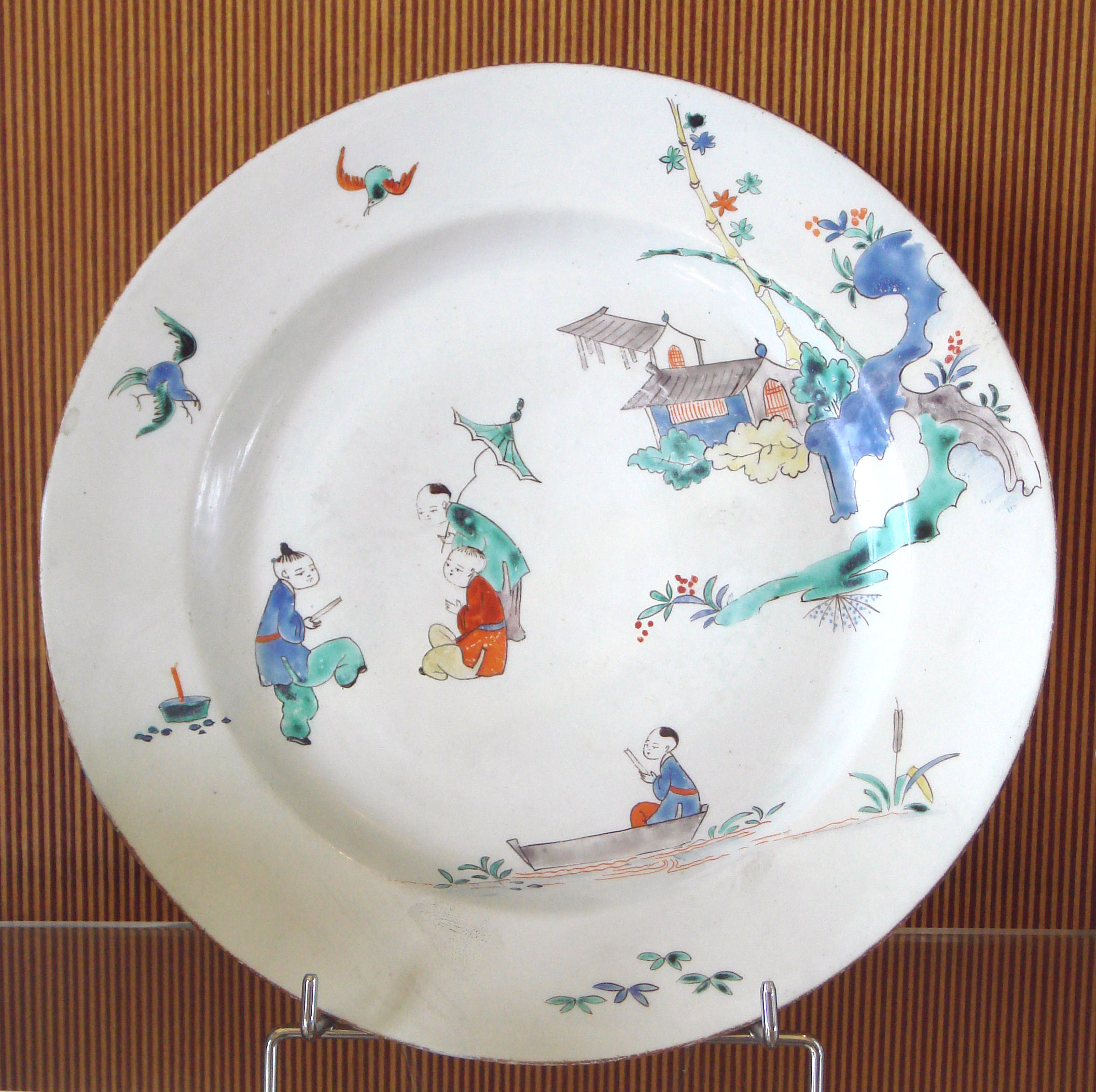
Teller, Chantilly

## Film
- Japan – Porzellanmanufaktur in der Kakiemon-Tradition. (OT: The Successor of Kakiemon. The Story of the Kakiemon Porcelain Dynasty.) Dokumentarfilm, Niederlande, 2012, 49:06 Min., Buch und Regie: Suzanne Raes, Produktion: submarine, NTR, deutsche Erstsendung: 14. Mai 2014 bei arte, Inhaltsangabe von ARD, online-Video.